# 橋幸夫オールヒットメロディー第1集
『橋幸夫オールヒットメロディー第1集』は、1961年7月にビクターレコードより発売された、橋幸夫のLP盤（30cm）でのベストオアルバム（JV-5024）である。

## 概要
- 1960年7月、『潮来笠』（作詞：佐伯孝夫、作曲：吉田正）でデビューした橋は、翌年1月に初のベストアルバムとなる、『橋幸夫傑作集』を発売したが、これは25cmLPでは収録曲数が少なく、改めて30cmLP盤でのベストアルバムが企画された。30cmLPとしは初アルバムとなる。
- 橋のベストアルバムとしては、このほかに『橋幸夫ステレオハイライト』シリーズが著名で、『傑作集』は第9集まで、『ステレオハイライト』は第7集まで制作されるが[1]、第1集にあたる初巻には号数が表示されず、第2巻以降から「第2集」などと巻数表示されるのに対して、本アルバムでは『オールヒットメロディー第1集』と初巻から巻数が明記されている。
- 『橋幸夫傑作集』同様、シングル集の意味合いが濃い。収録曲は『傑作集』がAB面合わせて8曲なのに対して、本シリーズでは12～14曲収録している。本アルバム（第1集）対象になっているのは、デビューから翌年5月発売の「南海の美少年」までの7枚14曲である。
- 収録されているシングルの発表時は以下の通りである（全シングルともビクターヒット賞受賞）[2]。

1. 潮来笠（c/w 伊太郎旅唄）[1960/7/5発売]　※第2回日本レコード大賞（新人賞）
2. あれが岬の灯だ（c/w 君恋い波止場） [1960/8/20発売]
3. おけさ唄えば（c/w 逢いたいぜ） [1960/10/5発売]
4. 喧嘩富士（c/w 流転がらす） [1960/11/5発売]
5. 木曽ぶし三度笠（c/w 新三ひとり旅） [1960/12/10発売]
6. 磯ぶし源太（c/w 緋桜ふぶき） [1961/3/5発売]
7. 南海の美少年（天草四郎の唄）（c/w 花の白虎隊） [1961/5/5発売]

## 収録曲
A面
1. 潮来笠
作詞：佐伯孝夫、作・編曲：吉田正
2. 伊太郎旅唄
作詞：佐伯孝夫、作・編曲：吉田正
3. あれが岬の灯だ
作詞：佐伯孝夫、作・編曲：吉田正
4. 君恋い波止場
作詞：佐伯孝夫、作・編曲：吉田正
5. おけさ唄えば
作詞：佐伯孝夫、作・編曲：吉田正
6. 逢いたいぜ
作詞：佐伯孝夫、作・編曲：吉田正
7. 喧嘩富士
作詞：佐伯孝夫、作・編曲：吉田正

B面　
1. 流転がらす
作詞：佐伯孝夫、作・編曲：吉田正
2. 木曽ぶし三度笠
作詞：佐伯孝夫、作・編曲：吉田正
3. 新三ひとり旅
作詞：佐伯孝夫、作・編曲：吉田正
4. 磯ぶし源太
作詞：佐伯孝夫、作・編曲：吉田正
5. 緋桜ふぶき
作詞：佐伯孝夫、作・編曲：吉田正
6. 南海の美少年（天草四郎の唄）
作詞：佐伯孝夫、作・編曲：吉田正
7. 花の白虎隊
作詞：佐伯孝夫、作・編曲：吉田正

## シリーズ（第2集～第4集）収録曲
- 第2集（JV-5025）1961
A面　わが生涯は火の如く、故郷の花はいつでも紅い、沓掛時次郎、浮名の渡り鳥、すっとび仁義、あばれ天竜、明日を呼ぶ港
B面　振り向いたあいつ、東京の美少年、故郷の灯は消えず、俺ら次郎長、喧嘩旅、風の三度笠、北海の暴れん坊
- 第3集（JV-5044）1962
A面　江梨子、花の兄弟、悲恋の若武者、慕情のワルツ、悲しき天使、中山七里
B面　若いやつ、大学の青春、美少年忠臣蔵、おぼろ月夜の三度笠、わが胸に歌は消えず、雲が呼んでる
- 第4集（JV-5088）1963
A面　白い制服、舞妓はん、通天閣の灯、北海の流氷、玄海千鳥、瞼の母
B面　若い東京の屋根の下、東京ギター、花の折鶴笠、薩南健児の歌、箱根山、お祭り小僧